# R441A
R441Aはアメリカ暖房冷凍空調学会（American Society of Heating, Refrigerating and Air-Conditioning Engineers：ASHRAE）がStandard 34に準拠して命名した、炭化水素系混合冷媒ガスの一つ。エタン、プロパン、イソブタン、ブタンを、それぞれ3.1％、54.8％、6.0％、36.1%の比率で、一定の許容度の下で含有するフロン類である。米国人Richard H. Maruyaによって開発され、2012年1月17日に米国で特許取得（特許番号US8097182B2）されている。日本では特許出願されたものの拒絶査定を受けており、日本には特許は存在しない。その他の国では、中国で特許取得していたがすでに失効済みである。
地球温暖化係数（Global Warming Potential：GWP）が3と極めて低く、また先進国では全廃されたR22に対する成績係数（Coefficient Of Performance：COP）比は105～110と良好であるが、可燃性が高い（ASHRAEは強燃性と分類）点が実用上の留意事項である。
R441Aに関する特許が存在するアメリカでは、開発者が運営するA.S.Trust社が「HCR188C1」という商品名で製造・販売を行っている。R441Aに関する特許の存在しない日本を含むアメリカ以外の諸国では、複数社により様々な商品名で適法に製造・販売が行われている。
アメリカ合衆国環境保護庁（EPA）は、2011年12月20日に重要新規代替物質政策プログラム（SNAP：大気浄化法の下で段階的に使用が制限される化学物質の代替物質を評価・規制するプログラム）により、R441AをR12、R22の代替冷媒として承認した。しかし、本認証は、①家庭用冷蔵庫に対しては57gまでの充填、②専用の機器に対して新規の充填のみ（補充、入替えは不可）、③冷蔵庫はUL250（10版）に適合したものであること、④可燃性であることの適切な注意喚起等、極めて制限的な使用環境の下における認証であることに注意が必要である。